# Moschea di Piombo (Scutari)

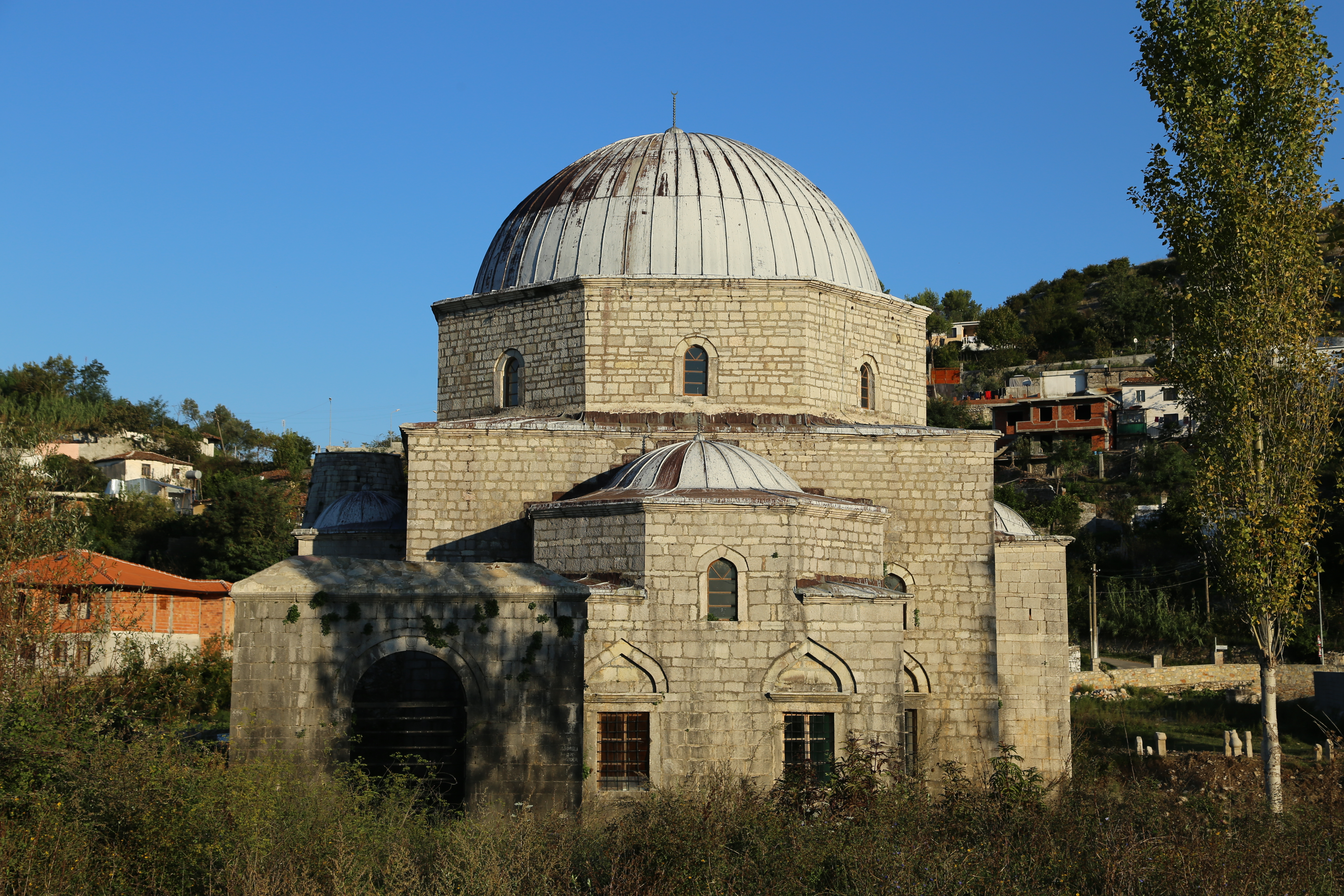
Lato meridionale della moschea

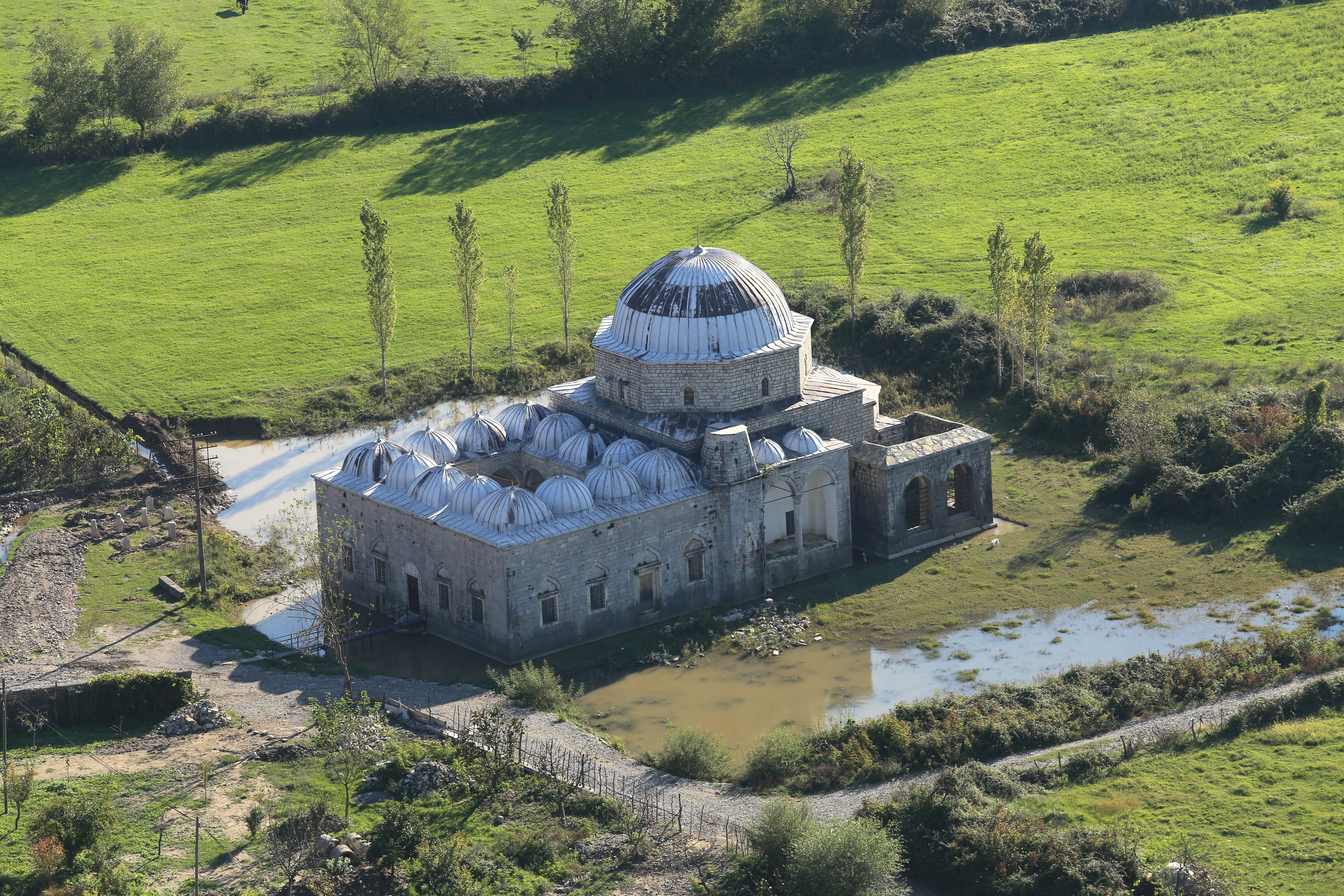
Vista dal castello di Rozafa

La moschea di Piombo (in albanese Xhamia e Plumbit), nota anche come moschea Buşatlı Mehmet Pasha, è una moschea storica di Scutari, nel nord-ovest dell'Albania.
Prende il nome di Moschea di Piombo, perché tutte le sue cupole erano ricoperte di piombo.

## Storia
La Moschea di Piombo fu costruita nel 1773 dal pascià albanese Mehmed Bushati della nobile famiglia Bushati, che all'epoca era visir del Pascialato di Scutari. Con questa realizzazione intendeva dare alla sua città natale il sentore di una capitale. Si ritiene che l'edificio della moschea sia stato costruito su un terreno di proprietà della chiesa cattolica.
Mehmed Bushati fu coinvolto personalmente nella costruzione e le pietre furono incise sotto la sua guida. Quasi ogni giorno scendeva dalla sua residenza, il castello di Rozafa, per seguire lo stato di avanzamento dei lavori.
Il primo Imam della moschea fu Haxhi Ahmet Misria, di origine egiziana . Arrivò in Albania dopo i contatti avuti con Mehmed Bushati. Dopo di lui, altri imam ricoprirono l'incarico e si presero cura della moschea.

### Danni

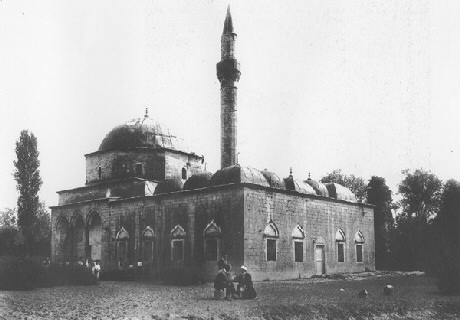
La moschea con il suo minareto fino al 1967

Nel corso del 1900 la moschea cominciò a essere danneggiata e il piombo che ricopriva le cupole fu progressivamente rubato. Nel 1916, il piombo rimanente fu rimosso dall'esercito austriaco durante il dominio austriaco in Albania.
Nel 1967 un fulmine distrusse il suo minareto, che era stato precedentemente ricostruito nel 1920 da Xhelal Bushati, un discendente di Mehmed Bushati.

### Ateismo di Stato
Nel 1967, la Moschea di Piombo fu chiusa, proprio come le altre istituzioni religiose, dopo che il leader comunista antireligioso Enver Hoxha dichiarò l'Albania uno stato ateo. A differenza di molte moschee distrutte durante questo periodo, riuscì a sopravvivere al regime comunista, probabilmente perché era stata dichiarata Monumento Culturale nel 1948.

### Post-comunismo
Il 16 novembre 1990, la Moschea di Piombo precedette la riapertura di altre moschee in Albania quando la religione fu nuovamente consentita nel Paese. La primissima manifestazione religiosa nella moschea fu tenuta da Hafiz Sabri Koçi, dopo 23 anni di ateismo di stato.

## Costruzione
La Moschea di Piombo ha un'architettura ottomana, a differenza della maggior parte delle altre moschee in Albania che seguono l'architettura araba. Rispecchia da vicino l'architettura classica ottomana di Istanbul, in Turchia, di cui fu pioniere l'architetto Mimar Sinan del XVI secolo.
La moschea è costruita con pietre squadrate quasi della stessa dimensione, il che crea una piacevole simmetria costruttiva. Le pietre furono portate dal vicino villaggio di Gur i Zi da persone che si allinearono tra loro per chilometri passando le pietre per raggiungere il punto di costruzione.

### Restauro
Le inondazioni nelle stagioni delle piogge hanno provocato nel tempo danni alla moschea, che è stata ristrutturata numerose volte durante la sua esistenza: nel 1863, 1920 e nel 1963. Il 15 luglio 2021 i governi albanese e turco hanno finanziato il restauro della moschea.

## Galleria d'immagini

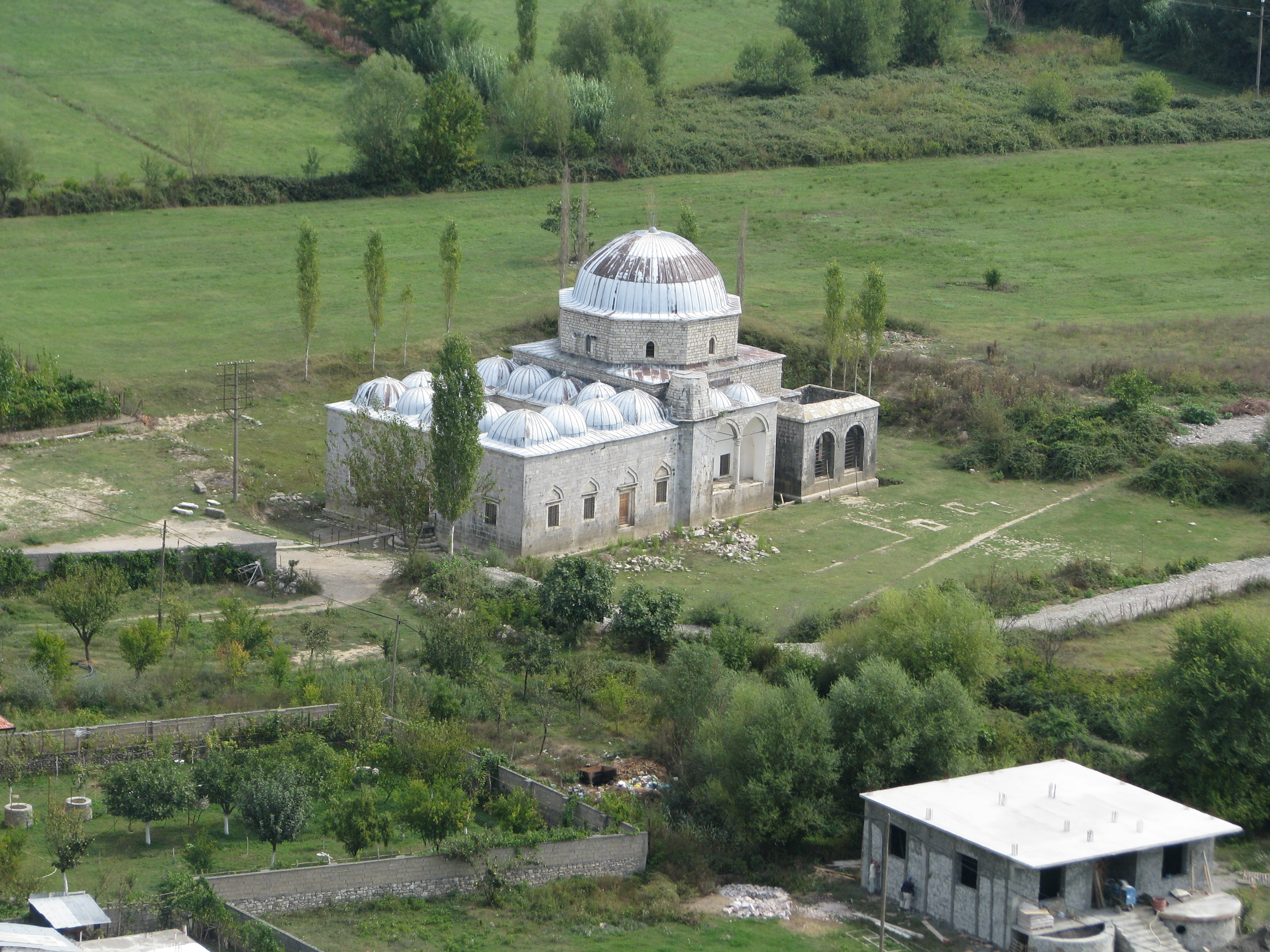
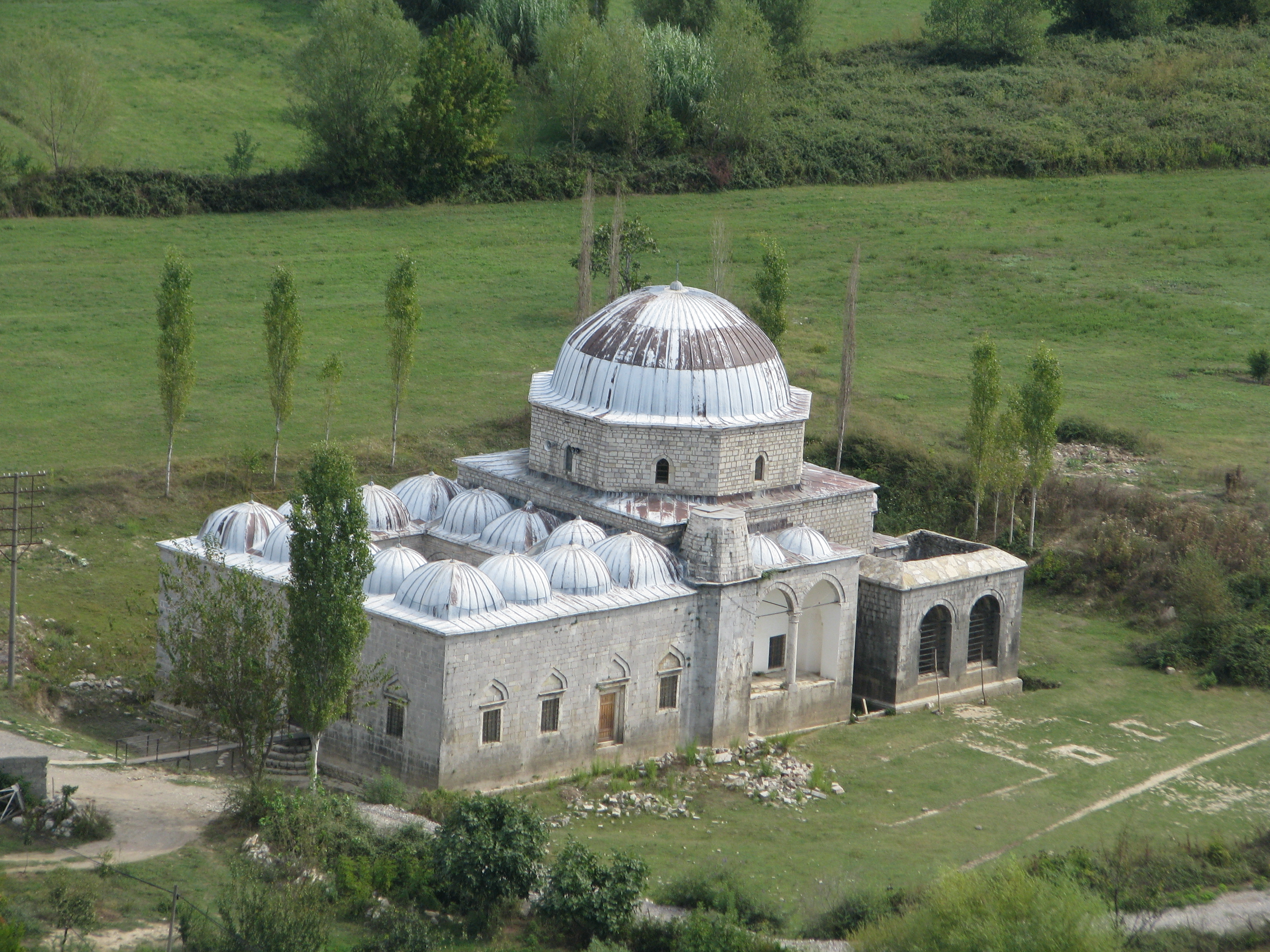
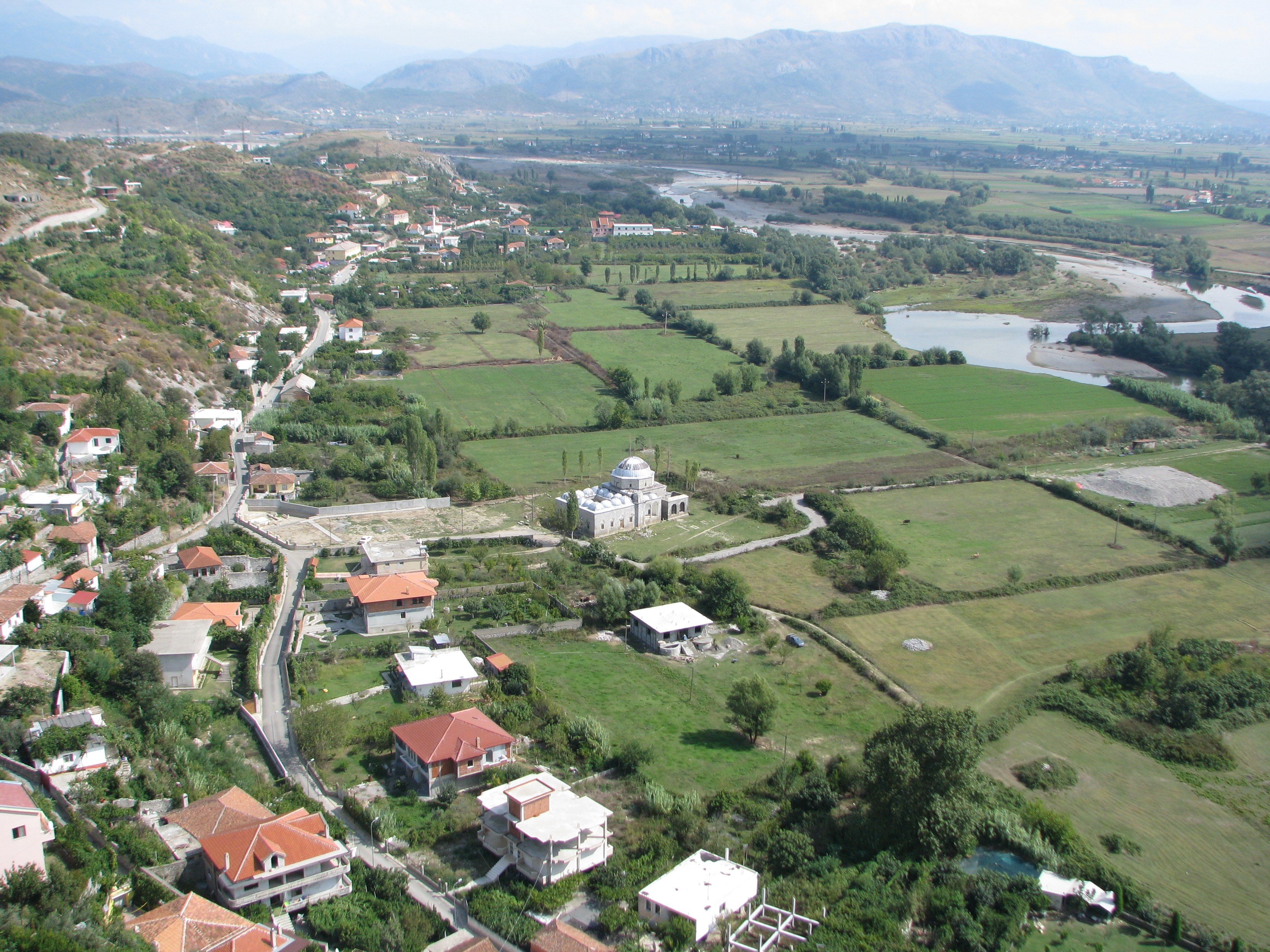
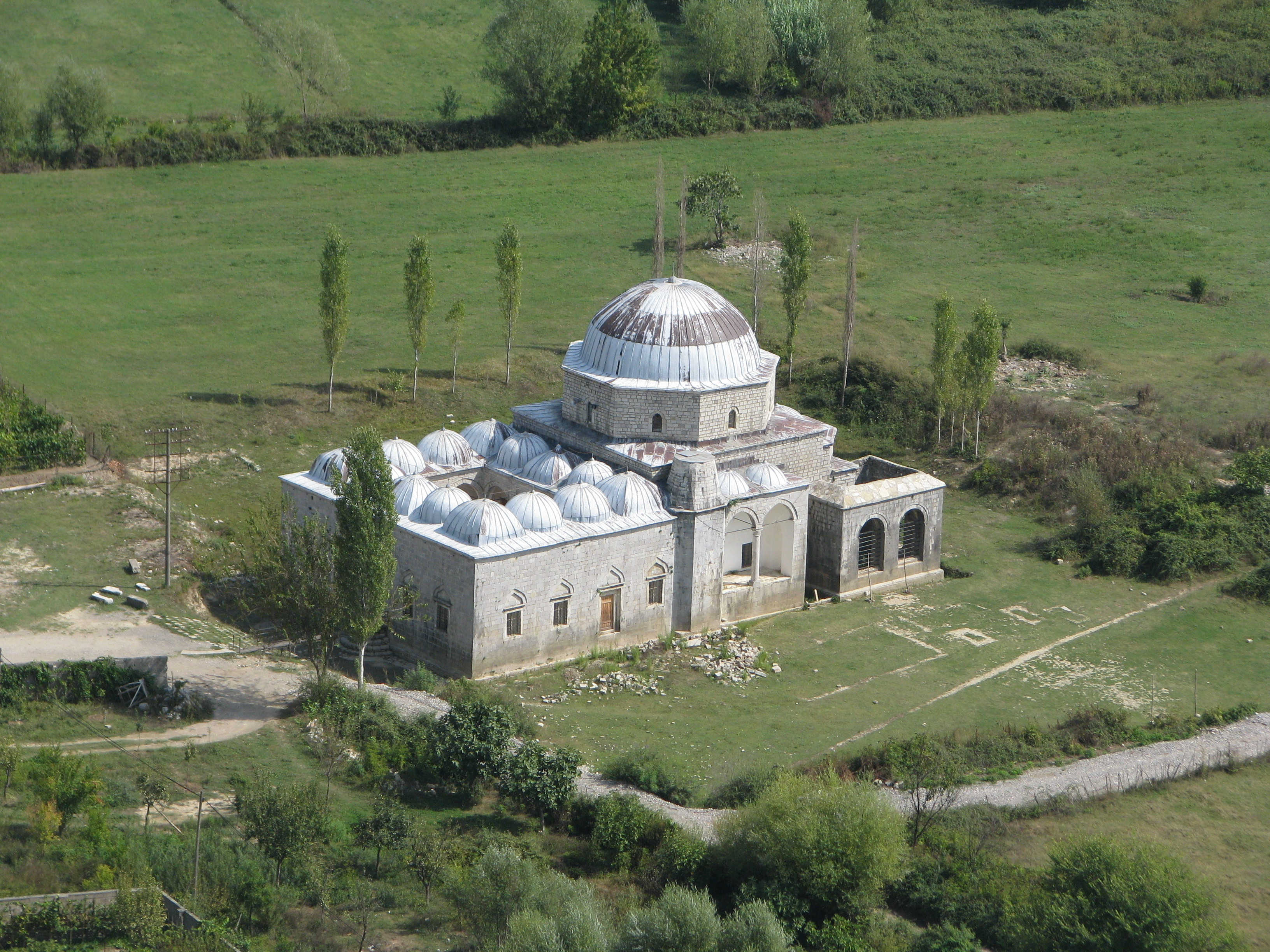
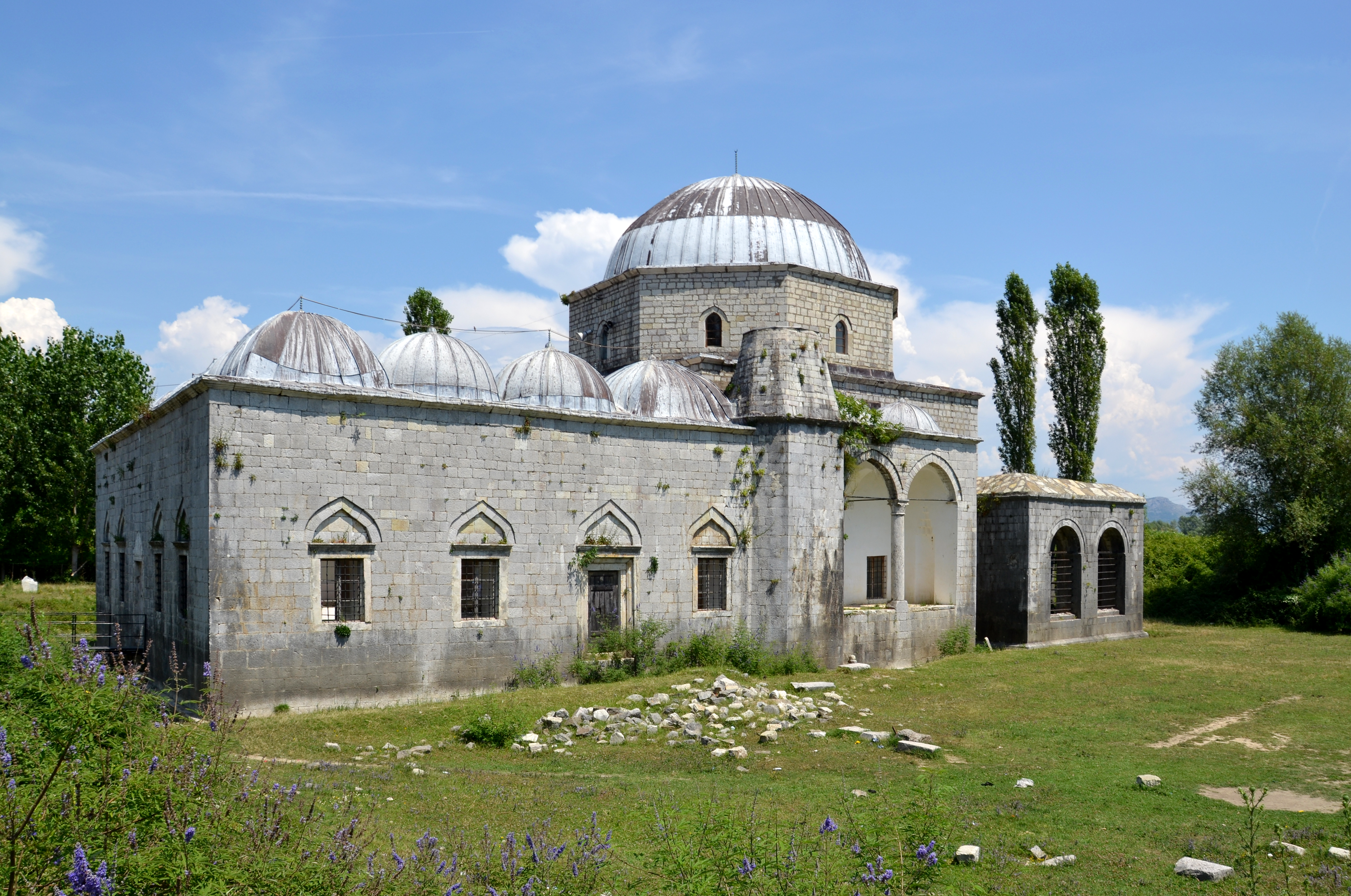